# Zidedê
Zidedê (nome científico: Terenura maculata) é uma espécie de ave pertencente à família dos tamnofilídeos. Ocorre na Mata Atlântica.
Seu nome popular em língua inglesa é "Streak-capped antwren".